# Saharasand
Saharasand ist das elfte Album des deutschen Liedermachers Funny van Dannen und erschien am 28. August 2009 beim Label JKP, im Vertrieb der Warner Music Group.

## Entstehung
Das Album wurde in den Principal Studios im westfälischen Senden aufgenommen und von Studiobesitzer Vincent Sorg produziert.

## Titelliste
1. Katzenpissepistole – 3:52
2. Saugefährlich klingen – 3:13
3. Pflanzendisco – 1:36
4. Jugendstil – 2:49
5. 29 Marienkäfer – 2:28
6. Wenn die Straße ein Fluss wäre – 3:05
7. Aktienpaket – 1:03
8. Instinkte – 3:42
9. Saharasand – 2:40
10. Magnolie – 3:01
11. Simpsons-Plakat – 2:58
12. Samenstau – 3:03
13. Innehalten – 3:18
14. Wandern – 1:42
15. Auch nur ein Tier – 2:26
16. Sternschnuppen – 2:54
17. Würfelspiel – 2:30
18. Sozialismus – 3:24
19. Anmut und Askese – 2:45
20. Wenn die Liebe sich nicht mehr lohnt – 2:54
21. Zum Leben – 3:12

## Rezeption
Ulf Kubanke von laut.de nennt die Titel „21 neue bunt schimmernde Songperlen“, welche „eloquent und schelmisch“ ein breites Spektrum von „Liebhabe-Tracks“ über „kleine traurigen Dramen“ bis hin zu „kämpferisch kritischen Politsongs“ abdeckt.
Für Björn Bischoff vom E-Zine Plattentests.de verläuft auf dem Album „vieles in gewohnten Bahnen“. Er beurteilt einige der Titel als „wunderbare kleine Lieder“, während andere Stücke in Blödeleien oder Plattitüden abfallen.